# 前秦州郡列表
本列表表示五胡十六國时期，先割据关中，后统一北方的前秦的所有州郡縣。前秦苻健在350年由枋头起兵西入关中，351年，定都长安，称大秦天王，次年称帝，据有雍州、秦州、洛州等州。357年，苻坚即位，复称大秦天王，367年，夺得李俨的河州。370年，灭前燕，夺得华北冀州、并州、幽州、青州、兖州、豫州诸州。371年，灭仇池，夺得南秦州；376年，灭前凉，夺得凉州，灭代国，夺得漠南。又从东晋夺得荆州、梁州、益州、宁州、徐州、扬州等地。383年，淝水之战战败，前秦崩溃。384年至386年，河北、辽东被后燕所得；河东被西燕所得；关中被后秦所得；陇右被西秦所得；河西被后凉所得；漠南被代国所得；黄河以南被东晋所得。仅在关中、陇右据有数城，与后秦、西秦争夺地盘，394年，被后秦击溃，残余旋即被西秦所灭，立国43年。
下表中，以 藍色背景代表前秦各州，所領各郡、縣則分別列於其下。
| 州/郡名          | 治所                                                                               | 属县 | 备注 |
| ---------------- | ---------------------------------------------------------------------------------- | --- | --- |
| 雍州→司隸        | 长安（今陕西省西安市未央区）                                                       | 辖郡：京兆尹、馮翊郡、扶風郡、始平郡、北地郡、安定郡、新平郡、趙興郡、隴東郡、撫夷護軍 后来，新置咸陽郡、平涼郡 357年，新置長城郡、五原郡 359年，新置云中護軍 360年辖郡：京兆尹、馮翊郡、扶風郡、始平郡、北地郡、咸陽郡 370年废除雍州，地入司隶 又新置武都郡、銅官護軍、馮翊護軍、土門護軍、三原護軍、宜君護軍，371年废除武都郡 | 350年，前秦夺得后赵的雍州，定都长安 354年，改为司隶校尉 360年，分置雍州 370年，雍州并入司隶校尉 384年，北地郡入后秦 386年，除安定郡、新平郡、隴東郡外，其他地区全入后秦 |
| 京兆尹（京兆郡） | 长安（今陕西省西安市未央区）                                                       | 长安县、杜陵县、霸陵县、蓝田县、高陆县、万年县、新丰县、阴槃县、郑县，石安县（改为渭城县，改属咸陽郡）、渭南县（前秦新置） | 350年，由后赵夺得，385年，陷入西燕 |
| 馮翊郡           | 大荔（今陕西省大荔县东）                                                           | 大荔县、下邽县、重泉县、频阳县、粟邑县、郃阳县、夏阳县、莲芍县 | 350年，由后赵夺得，354年，改为左馮翊，357年，复名馮翊郡，385年，陷入后秦                                                                                                |
| 扶風郡           | 池阳（今陕西省泾阳县西北）                                                         | 池阳县、美阳县、好畤县、雍县、汧县、郿县、陈仓县，宛川县（前秦新置） | 350年，由后赵夺得，354年，改为右扶風，357年，复名扶風郡，385年，本郡陷入后秦，394年，雍县、汧县、郿县、陈仓县陷入后秦                                                   |
| 始平郡           | 槐里（今陕西省兴平市东南）                                                         | 槐里县、武功县、始平县、鄠县、盩厔县 | 350年，由后赵夺得，384年，陷入后秦 |
| 北地郡           | 泥陽（今陕西省铜川市耀州区南）                                                     | 泥陽县、富平县、灵武县 | 350年，由后赵夺得，384年，陷入后秦 |
| 咸陽郡           | 渭城（今陕西省咸阳市渭城区）                                                       | 渭城县、泾阳县 | 分京兆置，385年，陷入后秦 |
| 安定郡           | 临泾（今甘肃省镇原县东南）                                                         | 临泾县、朝那县、乌氏县、阴密县、西川县、鹑觚县、焉弌县（前秦新置）、贰县（前秦新置） | 350年，由后赵夺得，394年，陷入后秦 |
| 新平郡           | 新平（今陕西省彬州市）                                                             | 新平县（原名漆县）、汾邑县 | 350年，由后赵夺得，394年，陷入后秦 |
| 隴東郡           | 泾阳（今甘肃省平凉市崆峒区西北）                                                   | 泾阳县 | 350年，由后赵夺得，394年，陷入后秦 |
| 平涼郡           | 鹑阴（今甘肃省华亭县西）                                                           | 鹑阴县 | 351年后分安定置，385年，陷入后秦，389年，前秦收复，394年陷入后秦 |
| 趙興郡           | 不详                                                                               | 趙安县 | 350年，由后赵夺得，385年，陷入后秦 |
| 長城郡           | 長城（今陕西省洛川县西北）                                                         | 長城县 | 357年后置，385年，陷入后秦 |
| 五原郡           | 不详                                                                               | | 357年后置，385年，陷入后秦 |
| 撫夷護軍         | 不详                                                                               | | 350年，由后赵夺得，385年，陷入后秦 |
| 云中护军         | 不详                                                                               | | 359年置，385年，陷入后秦 |
| 銅官護軍         | 銅官（今陕西省铜川市耀州区）                                                       | | 前秦新置，385年，陷入后秦 |
| 馮翊護軍         | 不详                                                                               | | 前秦新置，385年，陷入后秦 |
| 土門護軍         | 土門（今陕西省富平县东北）                                                         | | 前秦新置，385年，陷入后秦 |
| 三原護軍         | 三原（今陕西省淳化县东北）                                                         | | 前秦新置，385年，陷入后秦 |
| 宜君護軍         | 宜君（今陕西省铜川市耀州区西南）                                                   | | 前秦新置，385年，陷入后秦 |
| 武都郡           | 不详                                                                               | | 侨置，371年废除 |
| 杏城鎮           | 杏城（今陕西省黄陵县西南）                                                         | | 359年置，385年，陷入后秦，386年，前秦收复，387年陷入后秦 |
| 三堡鎮           | 三堡（今陕西省宜川县东北）                                                         | | 359年置，385年陷入后秦 |
| 并州→雍州        | 蒲坂（今山西省永济市蒲州镇蒲州古城）                                               | 并州辖郡：河东郡、平阳郡、河内郡、汲郡、黎阳郡 雍州辖郡：河东郡、平阳郡 | 351年，设并州，下辖5郡，356年，平阳郡、河内郡、汲郡、黎阳郡4郡陷落，361年，收复平阳郡，370年，灭前燕，并州改治晋阳，371年，设雍州，386年被西燕夺取                      |
| 河東郡           | 安邑（今山西省夏县西北）                                                           | 安邑县、蒲坂县、闻喜县、解县、猗氏县、河北县、大阳县、垣县 | 350年，夺冉魏而得，356年，垣县改属幽州，370年垣县来属，386年被西燕夺取                                                                                                  |
| 平阳郡           | 平陽（今山西省临汾市尧都区）                                                       | 平陽县、楊县、端氏县、永安县、蒲子县、狐讘县、襄陵县、絳邑县、濩澤县、臨汾县、北屈县、皮氏县 | 351年，夺冉魏而得，356年，被姚襄夺取，361年夺张平而得，386年被西燕夺取                                                                                                  |
| 幽州             | 裴氏堡（今山西省垣曲县）                                                           | 下辖：垣县 | 351年，设幽州，370年，在蓟县设幽州，垣县改属河東郡 |
| 秦州             | 上邽（今甘肃省天水市秦州区）                                                       | 辖郡：天水郡、略陽郡、隴西郡、南安郡、勇士护军 | 350年，前秦夺得后赵的秦州，353年陷入前凉，354年收复，371年，新置勇士护军，386年，天水郡、略陽郡陷入后秦，隴西郡、勇士护军陷入西秦，394年，南安郡陷入西秦                |
| 天水郡           | 上邽（今甘肃省天水市秦州区）                                                       | 上邽县、冀县、新陽县、成紀县、顯新县 | 350年，由后赵夺得，353年，被前凉所得，354年由前凉夺得，386年，陷入后秦                                                                                                  |
| 略陽郡           | 臨渭（今甘肃省天水市麦积区东）                                                     | 臨渭县、略陽县、隴城县、清水县、平襄县 | 350年，由后赵夺得，353年，被前凉所得，354年由前凉夺得，386年，陷入后秦                                                                                                  |
| 隴西郡           | 襄武（今甘肃省陇西县东南渭水西岸）                                                 | 襄武县、首陽县 | 350年，由后赵夺得，353年，被前凉所得，354年由前凉夺得，386年，陷入西秦                                                                                                  |
| 南安郡           | 獂道（今甘肃省陇西县东南渭水东岸）                                                 | 獂道县、新興县、中陶县 | 350年，由后赵夺得，353年，被前凉所得，354年由前凉夺得，394年，陷入西秦                                                                                                  |
| 勇士护军         | 不详                                                                               | | 371年置，386年，陷入西秦 |
| 凉州→河州        | 狄道（今甘肃省临洮县） 枹罕（今甘肃省临夏市一带）                                  | 凉州辖郡 （367-371）：興晉郡、金城郡、武始郡、安故郡、大夏郡、武城郡、汉中郡 （371-376）：金城郡 河州辖郡 （371-371）：武始郡、安故郡、汉中郡 （371-386）：興晉郡、武始郡、安故郡、大夏郡、武城郡、汉中郡、甘松護軍 | 367年，由李俨夺得，置凉州，371年，另设河州，386年，凉州改治姑臧，385年-386年，陷入西秦                                                                                  |
| 興晉郡           | 枹罕（今甘肃省临夏市一带）                                                         | 枹罕县、永固县、临津县、河关县 | 367年，由李俨夺得，属凉州，371年十二月，改属河州，386年，陷入西秦 |
| 大夏郡           | 大夏（今甘肃省广河县西北）                                                         | 大夏县、金剑县、宛戍县 | 367年，由李俨夺得，属凉州，371年十二月，改属河州，386年，陷入西秦 |
| 武城郡           | 不详                                                                               | （不详） | 367年，由李俨夺得，属凉州，371年十二月，改属河州，386年，陷入西秦 |
| 武始郡           | 狄道（今甘肃省临洮县）                                                             | 狄道县、遂平县、武街县、始興县、第五县、真仇县 | 367年，由李俨夺得，属凉州，371年八月，改属河州，386年，陷入西秦 |
| 安故郡           | 安故（今甘肃省临洮县东南）                                                         | 安固县、石门县、桑城县、臨洮县、洮陽县、侯和县 | 367年，由李俨夺得，属凉州，371年八月，改属河州，386年，陷入西秦 |
| 汉中郡           | 不详                                                                               | （不详） | 367年，由李俨夺得，属凉州，371年八月，改属河州，386年，陷入西秦 |
| 甘松護軍         | 苑川（今甘肃省舟曲县）                                                             | | 苻坚时置 |
| 涼州             | 枹罕（今甘肃省临夏市一带） 金城（今甘肃省兰州市西固区） 姑臧（今甘肃省武威市）     | 辖郡： （367-371）：興晉郡、金城郡、武始郡、安故郡、大夏郡、武城郡、汉中郡 （371-376）：金城郡 （376-386）：武威郡、武興郡、番禾郡、金城郡、西平郡、晋兴郡、广武郡、湟河郡、西郡、張掖郡、西海郡、臨松郡、祁連郡、敦煌郡、酒泉郡、建康郡、晋昌郡、高昌郡、高昌郡、西域都护、中田護軍                                            | 376年，由前凉夺得，386年，陷入后凉 |
| 武威郡           | 姑臧（今甘肃省武威市）                                                             | 姑臧县、宣威县、揟次县、显美县、倉松县、骊靬县、祖厉县 | 376年，由前凉夺得，386年，陷入后凉 |
| 武興郡           | 武興                                                                               | 武兴县、大城县、乌支县、襄武县、晏然县、新鄣县、平狄县、司监县 | 376年，由前凉夺得，386年，陷入后凉 |
| 番禾郡           | 番禾（今甘肃省永昌县）                                                             | 番禾县 | 376年，由前凉夺得，386年，陷入后凉 |
| 金城郡           | 金城（今甘肃省兰州市西固区）                                                       | 金城县、榆中县、允街县、白土县、浩亹县、左南县 | 367年，由李俨夺得金城县、榆中县，属凉州，376年允街县、白土县、浩亹县、左南县来属，386年，陷入西秦                                                                       |
| 西平郡           | 西都（今青海省西宁市城区一带）                                                     | 西都县、临羌县、长宁县、安夷县 | 376年，由前凉夺得，386年，陷入后凉 |
| 晉興郡           | 晉興（今青海省民和回族土族自治县附近）                                             | 晉興县、临鄣县、广昌县、遂兴县、罕唐县 | 376年，由前凉夺得，386年，陷入后凉 |
| 廣武郡           | 令居（今甘肃省永登县西北）                                                         | 令居县、枝阳县、永登县、广武县、振武县 | 376年，由前凉夺得，386年，陷入后凉 |
| 湟河郡           | 不详                                                                               | 不详 | 376年，由前凉夺得，386年，陷入后凉 |
| 西郡             | 日勒（今甘肃省永昌县西北）                                                         | 日勒县、删丹县、仙提县、万岁县、兰池县 | 376年，由前凉夺得，386年，陷入后凉 |
| 張掖郡           | 永平（今甘肃省張掖市甘州区西北）                                                   | 永平县、临泽县、屋兰县、氐池县、美水县 | 376年，由前凉夺得，386年，陷入后凉 |
| 西海郡           | 居延（今内蒙古自治区额济纳旗东南）                                                 | 居延县 | 376年，由前凉夺得，386年，陷入后凉 |
| 祁連郡           | 汉阳                                                                               | 汉阳县、祁連县 | 376年，由前凉夺得，386年，陷入后凉 |
| 酒泉郡           | 福禄（今甘肃省酒泉市肃州区）                                                       | 福禄县、会水县、安弥县、骍马县、延寿县、玉门县、凉宁县、金泽县 | 376年，由前凉夺得，386年，陷入后凉 |
| 建康郡           | 乐涫（今甘肃省酒泉市肃州区东南）                                                   | 乐涫县、表氏县 | 376年，由前凉夺得，386年，陷入后凉 |
| 敦煌郡           | 敦煌（今甘肃省敦煌市西南）                                                         | 敦煌县、昌蒲县、龙勒县、阳关县、效谷县、乾齐县、凉兴县 | 376年，由前凉夺得，386年，陷入后凉 |
| 晉昌郡           | 冥安（今甘肃省瓜州县东南）                                                         | 冥安县、宜禾县、伊吾县、渊泉县、广至县、沙头县、会稽县、新乡县 | 376年，由前凉夺得，386年，陷入后凉 |
| 高昌郡           | 高昌（今新疆吐鲁番市东）                                                           | 高昌县、横截县、田地县、高宁县、白力县 | 376年，由前凉夺得，386年，陷入后凉 |
| 西域都護         | 高昌（今新疆吐鲁番市东）                                                           | | 376年，由前凉夺得，386年，陷入后凉 |
| 中田護軍         | 中田                                                                               | | 苻坚时置 |
| 并州             | 晋阳（今山西省太原市晋源区）                                                       | 辖郡：太原郡、上黨郡、樂平郡、新興郡、雁門郡、西河郡、河東郡、平阳郡（371年河東郡、平阳郡改属雍州） | 370年置，下辖8郡，371年下辖6郡，385年改为司隶校尉，386年陷于西燕 |
| 太原郡           | 晋阳（今山西省太原市晋源区）                                                       | 晉陽县、陽曲县、榆次县、陽邑县、大陵县、祁县、平陶县、中都县、鄔县 | 370年，由前燕夺得，386年陷于西燕 |
| 上党郡           | 壺關（今山西省长治市郊区北）                                                       | 壺關县、潞县、屯留县、長子县、泫氏县、高都县、銅鞮县、涅县、武鄉县、襄垣县 | 370年，由前燕夺得，386年陷于西燕 |
| 樂平郡           | 沾（今山西省昔阳县西南）                                                           | 沾县、上艾县、轑陽县、樂平县 | 370年，由前燕夺得，386年陷于西燕 |
| 新興郡           | 九原（今山西省忻州市忻府区）                                                       | 九原县、定襄县、雲中县、晉昌县 | 370年，由前燕夺得，386年陷于西燕 |
| 西河郡           | 離石（今山西省吕梁市離石区）                                                       | 離石县、隰城县、介休县 | 370年，由前燕夺得，386年陷于西燕 |
| 雁門郡           | 廣武（今山西省代县上馆镇）                                                         | 廣武县、平城县、原平县、楼烦县、马邑县、阴馆县、繁畤县、崞县 | 370年，由前燕夺得廣武县、平城县、原平县，376年，由代国夺得楼烦县、马邑县、阴馆县、繁畤县、崞县，386年陷于西燕                                                           |
| 洛州             | 宜阳（今河南省宜阳县） 陕城（今河南省三门峡市西） 丰阳（今陕西省山阳县）           | 辖郡 （351-380）：弘農郡 （380-384）：上洛郡、弘農郡 | 351年置，治宜阳，下辖弘農郡，355年，分置豫州，365年，洛州陷于前燕，豫州改为洛州，改治陕城，380年，改治丰阳，384年，被东晋夺回                                           |
| 上洛郡           | 上洛（今陕西省商洛市商州区）                                                       | 上洛县、商县、丰阳县、卢氏县 | 353年，由东晋夺得，属荆州，356年—370年，卢氏县改属青州，380年属洛州，384年，被东晋夺回                                                                                  |
| 弘農郡           | 弘农（今河南省灵宝市北）                                                           | 弘农县、陕县、宜阳县、渑池县、湖县、华阴县，敷西县（前秦新设） | 350年，由冉魏夺得，属洛州，355年，宜阳县、渑池县属于洛州，弘农县、陕县、湖县、华阴县属于豫州，370年，弘農郡下辖7县，384年，被东晋夺回                                   |
| 青州             | 卢氏（今河南省卢氏县）                                                             | 卢氏县 | 356年置，下辖卢氏县，370年改治广固 |
| 荆州             | 丰阳（今陕西省山阳县） 襄阳（今湖北省襄阳市）                                      | 辖郡 （353-378）：上洛郡 （378-379）：上洛郡、顺阳郡 （379-384）：襄阳郡、南阳郡、新野郡、魏兴郡、顺阳郡 | 353年置，下辖上洛郡，376年顺阳郡来属，378年南阳郡来属，379年襄阳郡、新野郡、魏兴郡、上庸郡、新城郡来属，改治襄阳，380年，上洛郡改属洛州                                 |
| 襄阳郡           | 襄阳（今湖北省襄阳市）                                                             | 襄阳县、中庐县、邔县，临沮县、宜城县、山都县 | 379年，夺东晋而得，384年，被东晋所得 |
| 新野郡           | 新野（今河南省新野县）                                                             | 新野县、穰县、蔡阳县、邓县、棘阳县 | 379年，夺东晋而得，384年，被东晋所得 |
| 魏興郡           | 西城（今陕西省安康市西北汉江北岸）                                                 | 西城县、洵阳县、兴晋县、安康县、广城县、锡县、郧乡县 | 379年，夺东晋而得，384年，被东晋所得 |
| 新城郡           | 房陵（今湖北省房县）                                                               | 房陵县、绥阳县、昌魏县、沶乡县 | 379年，夺东晋而得，384年，被东晋所得 |
| 上庸郡           | 上庸（今湖北省竹山县西南）                                                         | 上庸县、武陵县、安富县、北巫县、微阳县、武陵县、广昌县 | 379年，夺东晋而得，384年，被东晋所得 |
| 順陽郡           | 酂县（今湖北省丹江口市东南）                                                       | 酂县、顺阳县、析县、武当县、阴县、筑阳县、汎阳县、万岁县、南乡县 | 376年，夺东晋而得南乡县，379年得酂县、顺阳县、析县、武当县、阴县、筑阳县、汎阳县、万岁县，384年，被东晋所得                                                             |
| 南陽郡           | 宛县（今河南省南阳市宛城区）                                                       | 宛县、西鄂县、雉县、鲁阳县、犨县、淯陽县、博望县、堵陽县、葉县、舞阴县、比阳县、涅陽县、冠軍县、酈县 | 378年，夺东晋而得，384年，被东晋所得 |
| 豫州             | 許昌（今河南省许昌县东） 陕城（今河南省三门峡市西） 洛阳（今河南省洛阳市汉魏故城） | 辖郡 （352）：潁川郡、陈郡、河南郡 （355-365）：弘農郡 （370-378）：河南郡、滎陽郡、潁川郡、襄城郡、汝南郡、汝阳郡、汝阴郡、新蔡郡、南阳郡、南顿郡、陈郡 （378-380）：河南郡、滎陽郡、潁川郡、襄城郡、汝南郡、汝阳郡、汝阴郡、新蔡郡、南顿郡、陈郡 （380-384）：河南郡、滎陽郡                                                  | 352年置，十月被东晋夺回，355年分洛州置，365年更名为洛州，370年，复置，380年，分八郡设东豫州，384年，河南郡、滎陽郡被东晋夺回                                            |
| 河南郡           | 洛阳（今河南省洛阳市汉魏故城）                                                     | 洛阳县、河南县、鞏县、河陰县、新安县、成皋县、緱氏县、陽城县、新城县、陸渾县、梁县 | 352年七月，夺东晋而得，十一月，被东晋所得，370年，夺前燕而得，384年，被东晋所得                                                                                         |
| 滎陽郡           | 滎陽（今河南省荥阳市东北）                                                         | 滎陽县、京县、密县、卷县、陽武县、苑陵县、中牟县、開封县 | 370年，夺前燕而得，384年，被东晋所得 |
| 东豫州           | 許昌（今河南省许昌县东）                                                           | 辖郡：潁川郡、襄城郡、汝南郡、汝阳郡、汝阴郡、新蔡郡、南阳郡、南顿郡、陈郡 | 380年分豫州置，384年，被东晋所得 |
| 潁川郡           | 許昌（今河南省许昌县东）                                                           | 許昌县、長社县、潁陰县、臨潁县、郾县、邵陵县、鄢陵县、新汲县、阳翟县 | 352年七月，夺东晋而得，十一月，被东晋所得，370年，夺前燕而得，384年，被东晋所得                                                                                         |
| 襄城郡           | 襄城（今河南省襄城县）                                                             | 襄城县、繁昌县、郟县、定陵县、父城县、昆陽县、舞陽县 | 370年，夺前燕而得，384年，被东晋所得 |
| 陳郡             | 陳县（今河南省淮阳县）                                                             | 陳县、項县、長平县、陽夏县、武平县、谷阳县、西华县 | 370年，夺前燕而得，384年，被东晋所得 |
| 汝陰郡           | 汝陰（今安徽省阜阳市城区一带）                                                     | 汝陰县、慎县、原鹿县、宋县 | 370年，夺前燕而得，384年，被东晋所得 |
| 汝南郡           | 新息（今河南省息县西南）                                                           | 新息县、南安陽县、安成县、慎陽县、北宜春县、朗陵县、陽安县、上蔡县、平輿县、定潁县、灈陽县、吳房县、西平县 | 370年，夺前燕而得，384年，被东晋所得 |
| 汝陽郡           | 汝陽（今河南省商水县西北）                                                         | 汝陽县 | 370年，夺前燕而得，384年，被东晋所得 |
| 南頓郡           | 南頓（今河南省项城市西南）                                                         | 南頓县 | 370年，夺前燕而得，384年，被东晋所得 |
| 新蔡郡           | 新蔡（今河南省新蔡县）                                                             | 新蔡县、固始县、鮦陽县、苞县 | 370年，夺前燕而得，384年，被东晋所得 |
| 冀州             | 州牧治邺城（今河北省临漳县西南邺镇一带） 刺史治信都（今河北省冀州市）              | 州牧辖23郡：魏郡、黎陽郡、廣平郡、阳平郡、河內郡、汲郡、顿丘郡、貴鄉郡及刺史所辖15郡 刺史辖15郡：長樂郡、趙郡、鉅鹿郡、武邑郡、廣川郡、平原郡、渤海郡、乐陵郡、章武郡、河間郡、高阳郡、博陵郡、清河郡、常山郡、中山郡 384-385：魏郡（邺县）、平原郡、渤海郡、博陵郡、清河郡 385-386：平原郡、信都县、高城县                     | 370年置，夺前燕而得，384年至386年，黎陽郡被东晋所得，其余诸郡被后燕所得                                                                                                 |
| 魏郡             | 邺城（今河北省临漳县西南邺镇一带）                                                 | 邺县、长乐县、魏县、斥丘县、安阳县、荡阴县、内黄县 | 370年，夺前燕而得，384年，除邺县外被后燕所得，385年，邺县被后燕所得 |
| 黎陽郡           | 黎陽（今河南省浚县东）                                                             | 黎陽县 | 370年，夺前燕而得，384年，被东晋所得 |
| 顿丘郡           | 顿丘（今河南省清丰县西南）                                                         | 顿丘县、繁阳县、阴安县、卫县、武阳县 | 原名東郡，370年，夺前燕而得，384年，被后燕所得 |
| 河內郡           | 温县（今河南省温县） 野王（今河南省沁阳市）                                        | 野王县、州县、怀县、平皋县、河阳县、沁水县、轵县、山阳县、温县 | 350年，夺前秦而得温县、州县、怀县、平皋县、山阳县五县，治温县，355年，被前燕所得，370年，灭前燕，得河內郡九县，改治野王县，384年，被后燕所得                            |
| 汲郡             | 汲（今河南省卫辉市西南）                                                           | 汲县、朝歌县、共县、林虑县、获嘉县、修武县、永昌县（新置） | 350年汲郡六县，夺后赵而得，355年，被前燕所得，370年，灭前燕，分朝歌县枋头设立永昌县，384年，被后燕所得                                                                  |
| 廣平郡           | 广平（今河北省鸡泽县东南）                                                         | 广平县、邯郸县、易阳县、武安县、涉县、襄国县、南和县、任县、曲梁县、列人县、肥乡县、临水县、广年县、斥漳县、平恩县、清苑县 | 370年，夺前燕而得，384年，被后燕所得 |
| 陽平郡           | 馆陶（今河北省馆陶县馆陶镇）                                                       | 馆陶县、清渊县、发干县、阳平县、乐平县 | 370年，夺前燕而得，384年，被后燕所得 |
| 貴鄉郡           | 元城（今河北省大名县东）                                                           | 元城县 | 370年，夺前燕而得，384年，被后燕所得 |
| 趙郡             | 房子（今河北省高邑县西南）                                                         | 房子县、元氏县、平棘县、高邑县、柏人县、南栾县、赵安县 | 370年，夺前燕而得，384年，被后燕所得 |
| 鉅鹿郡           | 廮陶（今河北省宁晋县西南）                                                         | 廮陶县、钜鹿县、平乡县、曲阳县、 鄡县、广阿县 | 370年，夺前燕而得，384年，被后燕所得 |
| 武邑郡           | 武邑（今河北省武邑县）                                                             | 武邑县、武遂县、觀津县、武强县 | 370年，夺前燕而得，384年，被后燕所得 |
| 廣川郡           | 廣川（今河北省景县西南）                                                           | 廣川县、枣强县、索卢县 | 370年，夺前燕而得，384年，被后燕所得 |
| 乐陵郡           | 厭次（今山东省惠民县东）                                                           | 厭次县、陽信县、漯沃县、新樂县、樂陵县 | 370年，夺前燕而得，384年，被后燕所得 |
| 章武郡           | 东平舒（今河北省大城县）                                                           | 东平舒县、文安县、章武县、束州县 | 370年，夺前燕而得，384年，被后燕所得 |
| 河間郡           | 乐城（今河北省献县东南）                                                           | 乐城县、武垣县、鄚县、易城县、中水县、成平县 | 370年，夺前燕而得，384年，被后燕所得 |
| 高陽郡           | 博陆（今河北省蠡县南）                                                             | 博陆县、高阳县、北新城县、蠡吾县 | 370年，夺前燕而得，384年，被后燕所得 |
| 中山郡           | 卢奴（今河北省定州市）                                                             | 盧奴县、魏昌县、新市县、安喜县、蒲陰县、望都县、唐县、北平县 | 370年，夺前燕而得，384年，被后燕所得 |
| 常山郡           | 真定（今河北省正定县南）                                                           | 真定县、石邑县、井陘县、上曲陽县、蒲吾县、南行唐县、靈壽县、九門县 | 370年，夺前燕而得，384年，被后燕所得 |
| 長樂郡           | 信都（今河北省冀州市）                                                             | 信都县、下博县、经县、堂阳县、南宫县、扶柳县、广宗县 | 370年，夺前燕而得，384年，被后燕所得，385年，夺回信都县，386年，信都县被后燕所得                                                                                        |
| 平原郡           | 平原（今山东省平原县南）                                                           | 平原县、高唐县、茌平县、博平县、聊城县、安德县、西平昌县、般县、鬲县 | 370年，夺前燕而得，386年，被后燕所得 |
| 渤海郡           | 南皮（今河北省南皮县东北）                                                         | 南皮县、東光县、浮陽县、饒安县、高城县、重合县、安陵县、蓨县、阜城县 | 370年，夺前燕而得，384年，高城县被后燕所得，385年，被后燕所得，夺回高城县，386年，高城县被后燕所得                                                                      |
| 博陵郡           | 饶阳鲁口（今河北省饶阳县）                                                         | 饶阳县、安平县、南深泽县、安国县 | 370年，夺前燕而得，385年，被后燕所得 |
| 清河郡           | 武城（今山东省武城县西北）                                                         | 武城县、清河县、绎幕县、贝丘县、鄃县、灵县 | 370年，夺前燕而得，385年，被后燕所得 |
| 幽州             | 蓟（今北京市西城区南）                                                             | 辖郡： 370-380：燕郡、范陽郡、上谷郡、广宁郡、漁陽郡、代郡、北平郡、遼西郡、昌黎郡、遼東郡、玄菟郡 370-380：燕郡、范陽郡、上谷郡、广宁郡、漁陽郡、代郡、北平郡、遼西郡 | 370年夺前燕而得，380年，昌黎郡、遼東郡、玄菟郡改置平州，385年，被后燕所得                                                                                               |
| 燕郡             | 蓟（今北京市西城区南）                                                             | 蓟县、安次县、 昌平县、 广阳县、军都县 | 370年，夺前燕而得，385年，被后燕所得 |
| 范陽郡           | 涿（今河北省涿州市）                                                               | 涿县、良乡县、方城县、长乡县、遒县、固安县、范阳县、容城县 | 370年，夺前燕而得，385年，被后燕所得 |
| 漁陽郡           | 雍奴（今天津市武清区西北）                                                         | 雍奴县、安乐县、泉州县、平谷县、潞县 | 370年，夺前燕而得，385年，被后燕所得 |
| 上谷郡           | 沮阳（今河北省怀来县东南）                                                         | 沮阳县、居庸县 | 370年，夺前燕而得，385年，被后燕所得 |
| 廣寧郡           | 下洛（今河北省涿鹿县）                                                             | 下洛县、潘县、涿鹿县 | 370年，夺前燕而得，385年，被后燕所得 |
| 代郡             | 代（今河北省蔚县东二十里代王城）                                                   | 代县、广昌县、平舒县、当城县 | 370年，夺前燕而得，385年，被后燕所得 |
| 北平郡           | 徐无（今河北省遵化市东）                                                           | 徐无县、土垠县、无终县 | 370年，夺前燕而得，385年，被后燕所得 |
| 遼西郡           | 令支（今河北省迁安市西）                                                           | 令支县、阳乐县、肥如县、海阳县 | 370年，夺前燕而得，385年，被后燕所得 |
| 平州             | 龙城（今辽宁省朝阳市双塔区）                                                       | 辖郡：昌黎郡、遼東郡、玄菟郡 | 380年分幽州置，385年，被后燕所得 |
| 昌黎郡           | 龙城（今辽宁省朝阳市双塔区）                                                       | 龙城县、棘城县、徒河县、昌黎县、宾徒县 | 370年，夺前燕而得，385年，被后燕所得 |
| 遼東郡           | 襄平（今辽宁省辽阳市城区一带）                                                     | 襄平县、汶县、居就县、乐就县、安市县、新昌县、力城县、安平县、和阳县、西乐县、武次县、平郭县 | 370年，夺前燕而得，385年，被后燕所得 |
| 玄菟郡           | 高句丽（今辽宁省沈阳市浑南区东北）                                                 | 高句丽县、望平县、高显县 | 370年，夺前燕而得，385年，被后燕所得 |
| 青州             | 广固（今山东省青州市西北）                                                         | 辖郡： 370-372：齊郡、濟南郡、北海郡、樂安郡、高密郡、平昌郡、東萊郡、長廣郡、東莞郡、東安郡 372-384：齊郡、濟南郡、北海郡、樂安郡、高密郡、平昌郡、東萊郡、長廣郡、東莞郡、東安郡、琅邪郡 | 370年，夺前燕而得，372年，夺东晋而得琅邪郡，384年，被东晋所得 |
| 齊郡             | 广固（今山东省青州市西北）                                                         | 广固县、臨淄县、西安县、安平县、般阳县、廣饒县、昌國县 | 370年，夺前燕而得，384年，被东晋所得 |
| 濟南郡           | 历城（今山东省濟南市城区一带）                                                     | 历城县、著县、于陵县、漯阴县、祝阿县 | 370年，夺前燕而得，384年，被东晋所得 |
| 北海郡           | 平壽（今山东省潍坊市坊子区西南）                                                   | 平壽县、下密县、膠東县、即墨县、都昌县、剧县 | 370年，夺前燕而得，384年，被东晋所得 |
| 樂安郡           | 高苑（今山东省邹平县东北）                                                         | 高苑县、臨濟县、博昌县、利县、益县、蓼城县、梁鄒县、壽光县、東朝陽县 | 370年，夺前燕而得，384年，被东晋所得 |
| 高密郡           | 黔陬（今山东省胶州市西南）                                                         | 黔陬县、淳于县、高密县、夷安县、营陵县、壯武县、昌安县 | 370年，夺前燕而得，384年，被东晋所得 |
| 平昌郡           | 安丘（今山东省安丘市西南）                                                         | 安丘县、平昌县、東武县、琅邪县、朱虛县、临朐县 | 370年，夺前燕而得，384年，被东晋所得 |
| 東萊郡           | 掖（今山东省莱州市）                                                               | 掖县、當利县、盧鄉县、曲城县、黃县、惤县、牟平县 | 370年，夺前燕而得，384年，被东晋所得 |
| 長廣郡           | 不其（今山东省青岛市）                                                             | 不其县、長廣县、挺县、昌阳县 | 370年，夺前燕而得，384年，被东晋所得 |
| 東莞郡           | 莒（今山东省莒县）                                                                 | 莒县、諸县、東莞县 | 370年，夺前燕而得，384年，被东晋所得 |
| 東安郡           | 盖（今山东省沂源县东南）                                                           | 盖县、新泰县、发干县 | 370年，夺前燕而得，384年，被东晋所得 |
| 琅邪郡           | 阳都（今山东省临沂市兰山区北）                                                     | 阳都县、临沂县、开阳县、缯县、即丘县、华县、费县、蒙阴县 | 372年，夺东晋而得，384年，被东晋所得 |
| 兗州             | 仓垣（今河南省开封市城区东北） 湖陸（今山东省鱼台县东南）                          | 辖郡：高平郡、陳留郡、濮阳郡、东平郡、济北郡、濟陽郡、濟陰郡、泰山郡、東燕郡、魯郡 | 370年，夺前燕而得，治仓垣，379年，改治湖陸，384年，被东晋所得 |
| 高平郡           | 昌邑（今山东省金乡县东北）                                                         | 昌邑县、巨野县、方與县、金鄉县、湖陸县、高平县、南平陽县、任城县、亢父县、樊县 | 370年，夺前燕而得，将前燕任城郡（任城县、亢父县、樊县）并入，384年，被东晋所得                                                                                          |
| 陳留郡           | 小黃仓垣（今河南省开封市城区东北）                                                 | 小黃县、浚儀县、封丘县、雍丘县、扶沟县、尉氏县、陈留县、襄邑县 | 370年，夺前燕而得，384年，被东晋所得 |
| 濮陽郡           | 濮陽（今河南省濮陽县西南）                                                         | 濮陽县、廩丘县、鄄城县 | 370年，夺前燕而得，384年，被东晋所得 |
| 濟陽郡           | 濟陽（今河南省兰考县东北）                                                         | 濟陽县、考城县、外黃县 | 370年，夺前燕而得，384年，被东晋所得 |
| 濟陰郡           | 定陶（今山东省定陶县定陶镇一带）                                                   | 定陶县、乘氏县、句陽县、離狐县、冤句县、己氏县、成武县、單父县、城陽县 | 370年，夺前燕而得，384年，被东晋所得 |
| 東燕郡           | 白马（今河南省滑县东）                                                             | 白马县、東燕县、凉城县、酸棗县、长垣县 | 370年，夺前燕而得，384年，被东晋所得 |
| 济北郡           | 卢（今山东省平阴县西）                                                             | 卢县、臨邑县、東阿县、穀城县、蛇丘县 | 370年，夺前燕而得，384年，被东晋所得 |
| 東平郡           | 須昌（今山东省东平县西北）                                                         | 須昌县、壽張县、范县、無鹽县、富城县、東平陸县、剛平县 | 370年，夺前燕而得，384年，被东晋所得 |
| 泰山郡           | 奉高（今山东省泰安市城区东）                                                       | 奉高县、博县、嬴县、南城县、梁父县、南武陽县、萊蕪县、牟县、巨平县、山茌县 | 370年，夺前燕而得，384年，被东晋所得 |
| 魯郡             | 魯（今山东省曲阜市）                                                               | 魯县、汶陽县、卞县、邹县、公丘县 | 370年，夺前燕而得，384年，被东晋所得 |
| 南兗州           | 睢阳（今河南省商丘市睢阳区西南）                                                   | 辖郡： 梁郡、沛郡、谯郡 | 370年，夺前燕而得，分兖州置，384年，被东晋所得 |
| 梁郡             | 睢阳（今河南省商丘市睢阳区西南）                                                   | 睢陽县、蒙县、虞县、下邑县、寧陵县、穀熟县 | |
| 谯郡             | 譙（今安徽省亳州市谯城区）                                                         | 譙县、城父县、酇县、山桑县、龍亢县、蘄县、銍县、下蔡县、平阿县、义城县 | |
| 沛郡             | 相（今安徽省濉溪县西北）                                                           | 相县、沛县、豐县、竺邑县、符離县、杼秋县、洨县、虹县、蕭县 | |
| 益州             | 成都（今四川省成都市）                                                             | 辖郡：蜀郡、犍为郡、汶山郡、江阳郡、晋原郡、宁属郡、越巂郡 | 373年，夺东晋而得，385年，被东晋所得 |
| 蜀郡             | 成都（今四川省成都市）                                                             | 成都县、繁县、郫县、牛鞞县 | |
| 犍为郡           | 武阳（今四川省眉山市彭山区双河乡北）                                               | 武阳县、南安县、资中县、僰道县 | |
| 汶山郡           | 汶山（今四川省茂县北）                                                             | 汶山县、都安县、兴乐县、平康县、蚕陵县、广柔县 | |
| 越巂郡           | 邛都（今四川省西昌市东南）                                                         | 邛都县、会无县、卑水县、定苲县、台登县 | |
| 江阳郡           | 江阳（今四川泸州市江阳区）                                                         | 江阳县、绵水县、汉安县、常安县 | |
| 宁蜀郡           | 广都（今四川省双流县西北）                                                         | 广都县 | |
| 晋原郡           | 晋原（今四川省崇州市西北）                                                         | 晋原县、汉嘉县、徙阳县、晋乐县、临邛县 | |
| 宁州             | 五城（今四川省中江县）                                                             | 辖郡： 373-374：广汉郡、遂宁郡、巴郡 374-384：广汉郡、遂宁郡 | 373年，夺东晋而得，374年，巴郡被东晋所得，384年，广汉郡、遂宁郡被东晋所得                                                                                               |
| 广汉郡           | 雒（今四川省广汉市北）                                                             | 雒县、什邡县、郪县、新都县、五城县 | 373年，夺东晋而得，384年，被东晋所得 |
| 遂寧郡           | 巴兴（今四川省蓬溪县西南）                                                         | 巴兴县、小溪县、广汉县、德阳县 | 373年，夺东晋而得，384年，被东晋所得 |
| 巴郡             | 江州（今重庆市渝中区）                                                             | 江州县、垫江县、临江县 | 373年，夺东晋而得，374年，被东晋所得 |
| 梁州             | 西乐（今陕西省勉县东）                                                             | 辖郡：汉中郡、梓潼郡、巴西郡、宕渠郡、晋昌郡、南阴平郡 | 373年，夺东晋而得，384年，被东晋所得 |
| 汉中郡           | 南郑（今陕西省汉中市汉台区）                                                       | 南郑县、蒲池县、苞中县、沔阳县、成固县、西乡县 | |
| 巴西郡           | 阆中（今四川省阆中市）                                                             | 阆中县、西充国、南充国、安汉县、平州县、宜昌县、晋兴县 | |
| 梓潼郡           | 涪城（今四川省三台县花园镇涪城村）                                                 | 涪城县、晋寿县、梓潼县、汉德县、白水县、武连县、剑阁县 | |
| 宕渠郡           | 宕渠（今四川省营山县黄渡镇宕渠故城）                                               | 宕渠县、汉昌县 | |
| 晋昌郡           | 长乐                                                                               | 长乐县、安晋县、延寿县、安乐县、宁都县、新兴县、吉阳县、东关县、永安县、宣汉县 | |
| 南阴平郡         | 绵竹（今四川省绵竹县东南）                                                         | 绵竹县、南阴平县 | |
| 南秦州           | 仇池（今甘肃省西和县西南）                                                         | 辖郡： 武都郡、阴平郡 | 371年，夺仇池而得，385年，被仇池所得 |
| 武都郡           | 仇池（今甘肃省西和县西南）                                                         | 武都县、下辩县、河池县、沮县、故道县、上禄县、西县 | |
| 阴平郡           | 阴平（今甘肃省文县西北）                                                           | 阴平县、平武县 | |
| 徐州             | 彭城（今江苏省徐州市）                                                             | 辖郡：陳郡、潁川郡、襄城郡、梁郡、汝陰郡、汝陽郡、南頓郡、汝南郡、新蔡郡 | 379年，夺东晋而得，384年，被东晋所得 |
| 彭城郡           | 彭城（今江苏省徐州市）                                                             | 彭城县、留县、广戚县、傅阳县、武原县、吕县、梧县、蕃县、薛县 | |
| 东海郡           | 郯（今山东省郯城县西北）                                                           | 郯县、祝其县、赣榆县、朐县、襄贲县、利城县、厚丘县 | |
| 兰陵郡           | 承（今山东省枣庄市峄城区东南）                                                     | 承县、昌虑县、合乡县、兰陵县、戚县 | |
| 揚州             | 下邳（今江苏省睢宁县古邳镇北）                                                     | 辖郡：下邳郡、淮陵郡 | 379年，夺东晋而得，384年，被东晋所得 |
| 下邳郡           | 下邳（今江苏省睢宁县古邳镇北）                                                     | 下邳县、良城县、睢陵县、夏丘县、取虑县、僮县 | |
| 淮陵郡           | 淮陵（今安徽省明光市东北）                                                         | 淮陵县、淮浦县、徐县、下相县、司吾县 | |